# Oreobates saxatilis
Oreobates saxatilis là một loài ếch trong họ Strabomantidae. Loài này đã từng được đặt trong họ Leptodactylidae.
Nó là loài đặc hữu của Peru. Các môi trường sống tự nhiên của chúng là các khu rừng ẩm ướt đất thấp nhiệt đới hoặc cận nhiệt đới và sông. Tình trạng bảo tồn của nó hiện chưa đủ thông tin.